# First Division 1912-1913
La First Division 1912-1913 è stata la 25ª edizione della massima serie del campionato inglese di calcio, disputato tra il 2 settembre 1912 e il 30 aprile 1913 e concluso con la vittoria del Sunderland, al suo quinto titolo.
Capocannoniere del torneo è stato David McLean dello Sheffield Weds con 30 reti.

## Squadre partecipanti
| Club             | Stagione | Città               | Stadio               | Stagione precedente                   |
| ---------------- | -------- | ------------------- | -------------------- | ------------------------------------- |
| Aston Villa      | dettagli | Birmingham          | Villa Park           | 6º posto in First Division            |
| Blackburn        | dettagli | Blackburn           | Ewood Park           | 1º posto in First Division            |
| Bolton           | dettagli | Bolton              | Burnden Park         | 4º posto in First Division            |
| Bradford City    | dettagli | Bradford            | Valley Parade        | 11º posto in First Division           |
| Chelsea          | dettagli | Londra              | Stamford Bridge      | 2º posto in Second Division, promosso |
| Derby County     | dettagli | Derby               | Baseball Ground      | 1º posto in Second Division, promosso |
| Everton          | dettagli | Liverpool           | Goodison Park        | 2º posto in First Division            |
| Liverpool        | dettagli | Liverpool           | Anfield              | 17º posto in First Division           |
| Manchester City  | dettagli | Manchester          | Hyde Road            | 15º posto in First Division           |
| Manchester Utd   | dettagli | Manchester          | Old Trafford         | 13º posto in First Division           |
| Middlesbrough    | dettagli | Middlesbrough       | Ayresome Park        | 7º posto in First Division            |
| Newcastle Utd    | dettagli | Newcastle upon Tyne | St James' Park       | 3º posto in First Division            |
| Notts County     | dettagli | Nottingham          | Trent Bridge         | 16º posto in First Division           |
| Oldham Athletic  | dettagli | Oldham              | Boundary Park        | 18º posto in First Division           |
| Sheffield Utd    | dettagli | Sheffield           | Bramall Lane         | 14º posto in First Division           |
| Sheffield Weds   | dettagli | Sheffield           | Hillsborough Stadium | 5º posto in First Division            |
| Sunderland       | dettagli | Sunderland          | Roker Park           | 8º posto in First Division            |
| Tottenham        | dettagli | Londra              | White Hart Lane      | 12º posto in First Division           |
| West Bromwich    | dettagli | West Bromwich       | The Hawthorns        | 9º posto in First Division            |
| Woolwich Arsenal | dettagli | Londra              | Manor Ground         | 10º posto in First Division           |

## Classifica finale
|       | Pos. | Squadra          | Pt | G  | V  | N  | P  | GF | GS | QR    |
| ----- | ---- | ---------------- | -- | -- | -- | -- | -- | -- | -- | ----- |
|       | 1.   | Sunderland       | 54 | 38 | 25 | 4  | 9  | 86 | 43 | 2.000 |
| [ 2 ] | 2.   | Aston Villa      | 50 | 38 | 19 | 12 | 7  | 86 | 52 | 1.654 |
|       | 3.   | Sheffield Weds   | 49 | 38 | 21 | 7  | 10 | 75 | 55 | 1.364 |
|       | 4.   | Manchester Utd   | 46 | 38 | 19 | 8  | 11 | 69 | 43 | 1.605 |
|       | 5.   | Blackburn        | 45 | 38 | 16 | 13 | 9  | 79 | 43 | 1.837 |
|       | 6.   | Manchester City  | 44 | 38 | 18 | 8  | 12 | 53 | 37 | 1.432 |
|       | 7.   | Derby County     | 42 | 38 | 17 | 8  | 13 | 69 | 66 | 1.045 |
|       | 8.   | Bolton           | 42 | 38 | 16 | 10 | 12 | 62 | 63 | 0.984 |
|       | 9.   | Oldham Athletic  | 42 | 38 | 14 | 14 | 10 | 50 | 55 | 0.909 |
|       | 10.  | West Bromwich    | 38 | 38 | 13 | 12 | 13 | 57 | 50 | 1.140 |
|       | 11.  | Everton          | 37 | 38 | 15 | 7  | 16 | 48 | 54 | 0.889 |
|       | 12.  | Liverpool        | 37 | 38 | 16 | 5  | 17 | 61 | 71 | 0.859 |
|       | 13.  | Bradford City    | 35 | 38 | 12 | 11 | 15 | 50 | 60 | 0.833 |
|       | 14.  | Newcastle Utd    | 34 | 38 | 13 | 8  | 17 | 47 | 47 | 1.000 |
|       | 15.  | Sheffield Utd    | 34 | 38 | 14 | 6  | 18 | 56 | 70 | 0.800 |
|       | 16.  | Middlesbrough    | 32 | 38 | 11 | 10 | 17 | 55 | 69 | 0.797 |
|       | 17.  | Tottenham        | 30 | 38 | 12 | 6  | 20 | 45 | 72 | 0.625 |
|       | 18.  | Chelsea          | 28 | 38 | 11 | 6  | 21 | 51 | 73 | 0.699 |
|       | 19.  | Notts County     | 23 | 38 | 7  | 9  | 22 | 28 | 56 | 0.500 |
|       | 20.  | Woolwich Arsenal | 18 | 38 | 3  | 12 | 23 | 26 | 74 | 0.351 |

Legenda:
      Campione d'Inghilterra
      Retrocessa in Second Division 1913-1914.
Regolamento:
Due punti a vittoria, uno a pareggio, zero a sconfitta.

## Risultati

### Tabellone
|                  | Ast  | Bla  | Bol  | Bra  | Che  | Der  | Eve  | Liv  | MaC  | MaU  | Mid  | New  | NtC  | Old  | ShU  | ShW  | Sun  | Tot  | WBA  | Woo  |
| ---------------- | ---- | ---- | ---- | ---- | ---- | ---- | ---- | ---- | ---- | ---- | ---- | ---- | ---- | ---- | ---- | ---- | ---- | ---- | ---- | ---- |
| Aston Villa      | –––– | 1-1  | 1-1  | 3-1  | 1-0  | 5-1  | 1-1  | 1-3  | 2-0  | 4-2  | 5-1  | 3-1  | 1-0  | 7-1  | 4-2  | 10-0 | 1-1  | 1-0  | 2-4  | 4-1  |
| Blackburn        | 2-2  | –––– | 6-0  | 5-0  | 1-1  | 0-1  | 1-2  | 5-1  | 2-2  | 0-0  | 5-2  | 2-0  | 2-1  | 7-1  | 3-1  | 0-1  | 4-0  | 6-1  | 2-4  | 1-1  |
| Bolton           | 2-3  | 1-1  | –––– | 2-0  | 1-0  | 1-1  | 0-0  | 1-1  | 2-2  | 2-1  | 3-2  | 1-2  | 0-0  | 3-0  | 4-2  | 3-0  | 1-3  | 2-0  | 2-1  | 5-1  |
| Bradford City    | 1-1  | 0-2  | 4-1  | –––– | 2-2  | 2-3  | 4-1  | 2-0  | 2-1  | 1-0  | 1-2  | 2-0  | 1-0  | 0-0  | 3-1  | 0-0  | 1-5  | 3-1  | 1-1  | 3-1  |
| Chelsea          | 1-2  | 1-6  | 2-3  | 0-3  | –––– | 3-1  | 1-3  | 1-2  | 2-1  | 1-4  | 2-3  | 1-0  | 5-2  | 1-1  | 4-2  | 0-4  | 2-0  | 1-0  | 0-2  | 1-1  |
| Derby County     | 0-1  | 1-1  | 3-3  | 4-0  | 3-1  | –––– | 1-4  | 4-2  | 2-0  | 2-1  | 0-2  | 2-1  | 1-0  | 1-2  | 5-1  | 1-4  | 0-3  | 5-0  | 1-2  | 4-1  |
| Everton          | 0-1  | 2-1  | 2-3  | 2-1  | 1-0  | 2-2  | –––– | 0-2  | 0-0  | 4-1  | 1-0  | 0-6  | 4-0  | 2-3  | 0-1  | 3-1  | 0-4  | 1-2  | 1-3  | 3-0  |
| Liverpool        | 2-0  | 4-1  | 5-0  | 2-1  | 1-2  | 2-1  | 0-2  | –––– | 1-2  | 0-2  | 4-2  | 2-1  | 0-0  | 2-0  | 2-2  | 2-1  | 2-5  | 4-1  | 2-1  | 3-0  |
| Manchester City  | 1-0  | 3-1  | 2-0  | 1-3  | 2-0  | 1-1  | 1-0  | 4-1  | –––– | 0-2  | 3-0  | 0-1  | 4-0  | 2-0  | 3-0  | 2-2  | 1-0  | 2-2  | 2-1  | 0-1  |
| Manchester Utd   | 4-0  | 1-1  | 2-1  | 2-0  | 4-2  | 4-0  | 2-0  | 3-1  | 0-1  | –––– | 2-3  | 3-0  | 2-1  | 0-0  | 4-0  | 2-0  | 1-3  | 2-0  | 1-1  | 2-0  |
| Middlesbrough    | 1-1  | 0-0  | 4-0  | 1-1  | 0-3  | 4-1  | 0-0  | 3-4  | 0-0  | 3-2  | –––– | 0-0  | 1-1  | 2-2  | 4-1  | 0-2  | 0-2  | 1-1  | 3-1  | 2-0  |
| Newcastle Utd    | 2-3  | 0-1  | 2-1  | 1-1  | 3-2  | 2-4  | 2-0  | 0-0  | 0-1  | 1-3  | 3-1  | –––– | 0-0  | 4-1  | 1-2  | 1-0  | 1-1  | 3-0  | 1-1  | 3-1  |
| Notts County     | 1-1  | 3-1  | 1-0  | 1-1  | 0-0  | 0-1  | 0-1  | 3-0  | 0-1  | 1-2  | 1-3  | 0-1  | –––– | 2-1  | 0-1  | 1-2  | 2-1  | 0-1  | 1-1  | 2-1  |
| Oldham Athletic  | 2-2  | 0-0  | 2-3  | 0-0  | 3-2  | 2-2  | 2-0  | 3-1  | 2-1  | 0-0  | 1-0  | 1-0  | 4-0  | –––– | 2-0  | 2-0  | 3-0  | 4-1  | 0-0  | 0-0  |
| Sheffield Utd    | 3-2  | 0-0  | 0-2  | 3-2  | 3-3  | 4-1  | 4-1  | 4-1  | 1-1  | 2-1  | 1-0  | 1-1  | 2-0  | 1-1  | –––– | 0-2  | 1-3  | 4-0  | 1-0  | 1-3  |
| Sheffield Weds   | 1-1  | 2-1  | 2-2  | 6-0  | 3-2  | 3-3  | 1-2  | 1-0  | 1-0  | 3-3  | 3-1  | 1-2  | 3-1  | 5-0  | 1-0  | –––– | 1-2  | 2-1  | 3-2  | 2-0  |
| Sunderland       | 3-1  | 2-4  | 2-1  | 1-0  | 4-0  | 0-2  | 3-1  | 7-0  | 1-0  | 3-1  | 4-0  | 2-0  | 4-0  | 1-1  | 1-0  | 0-2  | –––– | 2-2  | 3-1  | 4-1  |
| Tottenham        | 3-3  | 0-1  | 0-1  | 2-1  | 1-0  | 1-2  | 0-2  | 1-0  | 4-0  | 1-1  | 5-3  | 1-0  | 0-3  | 1-0  | 1-0  | 2-4  | 1-2  | –––– | 3-1  | 1-1  |
| West Bromwich    | 2-2  | 1-1  | 2-2  | 1-1  | 0-1  | 0-0  | 0-0  | 3-1  | 0-2  | 1-2  | 2-0  | 1-0  | 2-0  | 2-3  | 3-1  | 1-1  | 3-1  | 4-1  | –––– | 2-1  |
| Woolwich Arsenal | 0-3  | 0-1  | 1-2  | 1-1  | 0-1  | 1-2  | 0-0  | 1-1  | 0-4  | 0-0  | 1-1  | 1-1  | 0-0  | 0-0  | 1-3  | 2-5  | 1-3  | 0-3  | 1-0  | –––– |